# بلاکسویل (ویرجینیای غربی)
بلاکسویل(به انگلیسی: Blacksville) شهری در ایالت ویرجینیای غربی کشور ایالات متحده آمریکا است که جمعیت آن در سرشماری سال ۲۰۱۰ میلادی، ۱۷۱ نفر بوده‌است.